# Arthur's Seat
Arthur's Seat és el cim principal d'un grup de pujols que formen la major part del Holyrood Park, un espai natural amb un paisatge similar als Highlands prop del centre d'Edimburg (Escòcia), aproximadament a un quilòmetre i mig a l'est del Castell d'Edimburg. Els pujols s'eleven sobre la ciutat fins a una altura de 251 m i proporciona una vista panoràmica de la ciutat; a més és molt senzill d'escalar, la qual cosa els converteix en un passeig molt popular. Encara que s'hi pot pujar per gairebé totes les bandes, la forma més senzilla és des de l'est, amb suaus costes cobertes d'herba sobre el Dunsapie Loch.
És habitual pensar que el seu nom és una derivació de les llegendes del rei Artús, tal com apareixen en l'Y Gododdin. No obstant això, també s'ha suggerit que pot ser una corrupció d'Archer's Seat ("El seient de l'arquer"), atès que aquesta roca era un punt significatiu en la defensa de la ciutat.

## Geologia

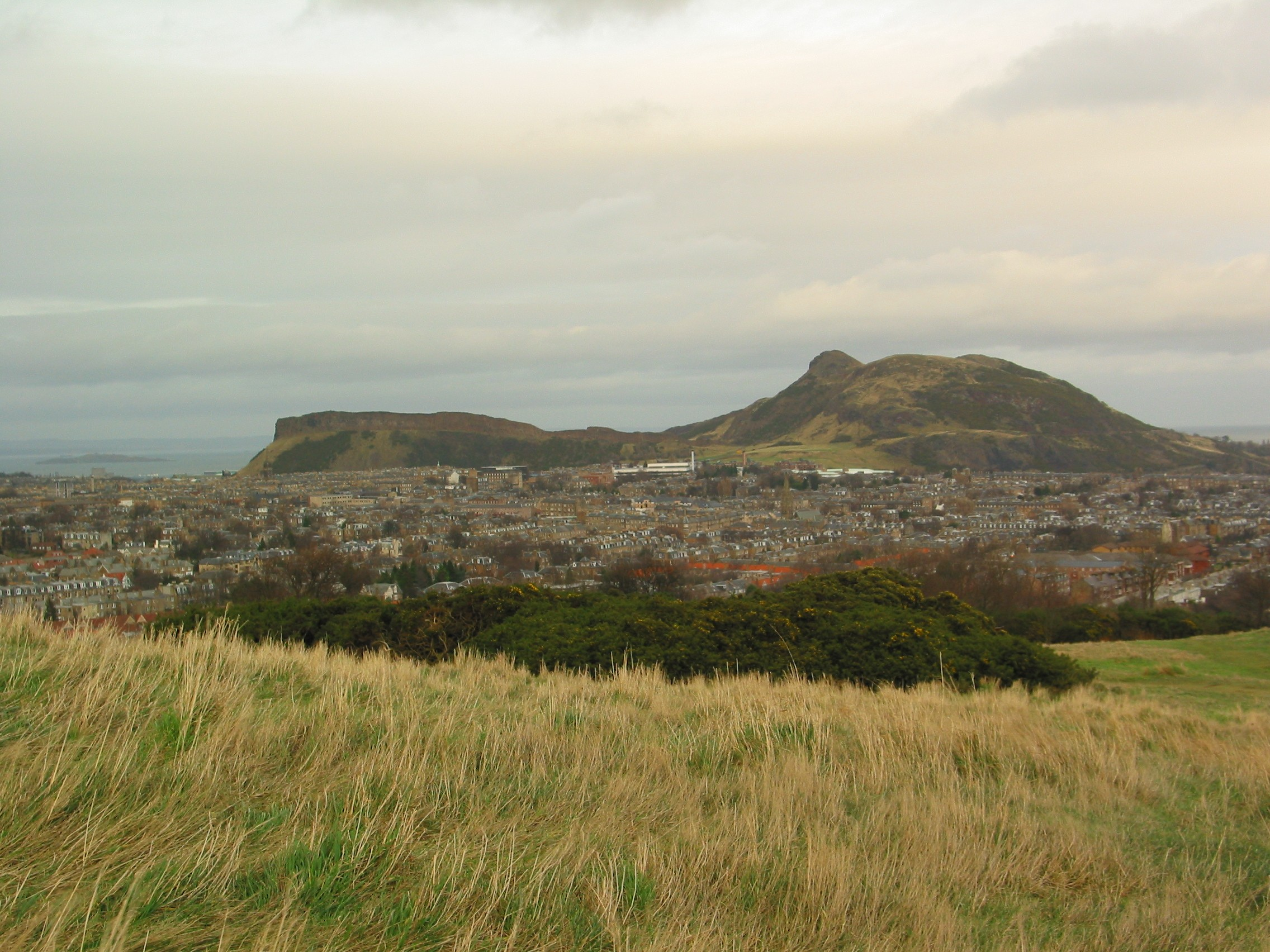
Vista d'Arthur's Seat

Igual que la roca sobre la qual s'assenta el Castell d'Edimburg, Arthur's Seat es va formar a partir d'un sistema de volcans extints del període Carbonífer (fa aproximadament 350 milions d'anys), que va ser erosionat durant el Quaternari per una glacera que es movia d'oest a est, deixant exposat el bloc de roca cap a l'oest i dipositant els materials arrossegats al costat est. Així es van formar els pujols coneguts com a Salisbury Crags, convertides en penya-segats de basalt entre Arthur's Seat i el centre de la ciutat.
Arthur's Seat i les Salisbury Crags van ser fonamentals en el desenvolupament de la geologia moderna tal com avui l'entenem. Va ser en aquestes àrees on James Hutton va observar que el dipòsit de roques sedimentàries i la formació de roques ígnies van haver de succeir en èpoques diferents i mitjançant processos diferents dels que aleshores es pensava. És possible fins i tot veure la zona dels Salisbury Crags -coneguda com a "Secció de Hutton"- en la qual el magma es va obrir pas entre les roques sedimentàries per formar sills de dolerita.
Tant per les seves característiques geològiques com per la seva proximitat a una gran ciutat, Arthur's Seat és sovint comparat amb Cavehill, a Belfast.

## Història
Al voltant del bloc principal que compon Arthur's Seat és possible trobar diverses fortificacions, algunes de les quals són indubtablement prehistòriques. Aquests forts probablement pertanyessin als votadins, sobre els qui tracta el poema Y Gododdin, escrit al voltant de l'any 600. El poema inclou un símil en què es compara a un guerrer amb el rei Artús, la qual cosa -si no es tracta d'un afegit posterior- podria ser una de les primeres referències a aquest personatge llegendari. Aquest passatge també recolza la teoria que la seva fama va arribar a aquesta zona, i que per tant el pujol va ser nomenat en el seu honor.
També queden algunes restes visibles d'un altre fort de l'Edat del Ferro, així com de diverses terrasses de cultiu. L'any 1836, en una cova situada gairebé en el cim del pujol, es van descobrir disset petits taüts que contenien una petita figura tallada. La seva existència mai ha pogut ser explicada de manera completament satisfactòria, encara que s'han suggerit possibles associacions amb ritus de bruixeria. Una explicació alternativa els explica com un memorial a les víctimes dels assassins William Burke (1792-1829) i William Hare (mort cap 1860).
El 6 d'agost de 2006 es va produir un incendi en el pujol. Les brigades antiincendis van rebre més de 100 trucades, des de llocs tan llunyans com Burntisland (Fife). Després de cremar durant gairebé 24 hores, 3.000 m² de la façana nord van quedar calcinats. Un nou incendi el 13 de setembre va calcinar altres 3.000 m² de terreny, sense que s'hagi pogut explicar com es van iniciar aquests incendis.
La Guy Fawkes Night o "Nit de Guy Fawkes" (el 5 de novembre) ha estat especialment desgraciada per a Arthur's Seat en els últims anys: tant en 2006 com en 2007, el pujol va començar a cremar a causa de focs artificials mal dirigits. En l'incendi de 2006 el foc va bloquejar el camí de baixada, per la qual cosa centenars de persones van quedar atrapades a la part alta del pujol.